# Rio Rico Northeast
Rio Rico Northeast ist ein gemeindefreies Gebiet im Santa Cruz County im Süden des US-Bundesstaates Arizona. Die Siedlung liegt an der Interstate 19.